# Valentina Artemjeva
Valentina Jevgenjevna Artemjeva (Russisch:  Валентина Евгеньевна Артемьева) (Novosibirsk, 8 december 1986) is een Russische zwemster.

## Carrière
Bij haar internationale debuut, op de wereldkampioenschappen kortebaanzwemmen 2008 in Manchester, werd Artemjeva uitgeschakeld in de halve finales van de 50 meter schoolslag en in de series van de 50 meter vlinderslag. Op de Europese kampioenschappen kortebaanzwemmen 2008 in Rijeka veroverde de Russin de Europese titels op de 50 en de 100 meter schoolslag, op de 200 meter schoolslag strandde ze in de series. Samen met Ksenia Moskvina, Darja Beljakina en Anastasia Aksenova eindigde ze als vijfde op de 4x50 meter wisselslag.
Tijdens de wereldkampioenschappen zwemmen 2009 in Rome eindigde Artemjeva samen met Annamay Pierse als achtste in de halve finales van de 50 meter schoolslag, in de swim-off moest ze het hoofd buigen voor de Canadese. Op zowel de 100 als de 200 meter schoolslag werd ze uitgeschakeld in de series, samen met Maria Gromova, Irina Bespalova en Olga Kljoetsjnikova strandde ze in de series van de 4x100 meter wisselslag.
In Boedapest nam de Russin deel aan de Europese kampioenschappen zwemmen 2010, op dit toernooi eindigde ze als zevende op de 50 meter schoolslag en strandde ze in de series van de 100 meter schoolslag. Op de Europese kampioenschappen kortebaanzwemmen 2010 sleepte Artemjeva de bronzen medaille in de wacht op de 50 meter schoolslag, daarnaast eindigde ze als vijfde op de 100 meter schoolslag en werd ze uitgeschakeld in de halve finales van de 50 meter vlinderslag. Op de 4x50 meter wisselslag eindigde ze samen met Ksenia Moskvina, Olga Kljoetsjnikova en Anastasia Aksenova op de vierde plaats.
Tijdens de Europese kampioenschappen kortebaanzwemmen 2011 in Szczecin veroverde de Russin de Europese titel op zowel de 50 als de 100 meter schoolslag, daarnaast strandde ze in de halve finales van de 50 meter vlinderslag. Samen met Anastasia Zoejeva, Irina Bespalova en Margarita Nesterova behaalde ze de zilveren medaille op de 4x50 meter wisselslag.
In Debrecen nam Artemjeva deel aan de Europese kampioenschappen kortebaanzwemmen 2012. Op dit toernooi eindigde ze als vijfde op de 50 meter schoolslag, op de 100 meter schoolslag werd ze uitgeschakeld in de halve finales. Op de wereldkampioenschappen kortebaanzwemmen 2012 in Istanboel strandde de Russin in de halve finales van zowel de 50 als de 100 meter schoolslag, op de 4x100 meter wisselslag strandde ze samen met Polina Lapsjina, Darja Tsjvetkova en Veronika Popova in de series.

## Internationale toernooien
| Jaar | Olympische Spelen | WK langebaan                                                                    | WK kortebaan                                                 | EK langebaan                          | EK kortebaan                                                                    |
| ---- | ----------------- | ------------------------------------------------------------------------------- | ------------------------------------------------------------ | ------------------------------------- | ------------------------------------------------------------------------------- |
| 2008 | geen deelname     |                                                                                 | 11e 50m schoolslag 17e 50m vlinderslag                       | geen deelname                         | 50m schoolslag · 100m schoolslag · 9e 200m schoolslag · 5e 4x50m wisselslag     |
| 2009 |                   | 9e 50m schoolslag 27e 100m schoolslag 45e 200m schoolslag 13e 4x100m wisselslag |                                                              |                                       | geen deelname                                                                   |
| 2010 |                   |                                                                                 | geen deelname                                                | 7e 50m schoolslag 17e 100m schoolslag | 50m schoolslag · 5e 100m schoolslag · 11e 50m vlinderslag · 4e 4x50m wisselslag |
| 2011 |                   | geen deelname                                                                   |                                                              |                                       | 50m schoolslag · 100m schoolslag · 14e 50m vlinderslag · 4x50m wisselslag       |
| 2012 | geen deelname     |                                                                                 | 11e 50m schoolslag 13e 100m schoolslag 11e 4x100m wisselslag | 5e 50m schoolslag 13e 100m schoolslag | geen deelname                                                                   |

## Persoonlijke records
Bijgewerkt tot en met 30 april 2009
Kortebaan
| Afstand         | Tijd    | Datum            | Plaats          |
| --------------- | ------- | ---------------- | --------------- |
| 50m schoolslag  | 29,67   | 1 december 2008  | Sint-Petersburg |
| 100m schoolslag | 1.04,71 | 8 november 2008  | Moskou          |
| 200m schoolslag | 2.22,35 | 12 december 2008 | Rijeka          |

Langebaan
| Afstand         | Tijd    | Datum         | Plaats |
| --------------- | ------- | ------------- | ------ |
| 50m schoolslag  | 30,17   | 28 april 2009 | Moskou |
| 100m schoolslag | 1.07,49 | 26 april 2009 | Moskou |
| 200m schoolslag | 2.24,47 | 30 april 2009 | Moskou |